# 喬治·馬西隧道
喬治·馬西隧道（英語：George Massey Tunnel），簡稱馬西隧道（Massey Tunnel），位於加拿大卑詩省大溫哥華地區，跨越菲沙河南支流，連接列治文和三角洲，隸屬卑詩省99號公路。隧道採沉管式設計，中間以一混凝土隔壁一分為二，每邊各有兩條行車綫，合共四條行車綫。行車綫以調撥車道形式分配：非繁忙時間北行和南行方向各有兩條行車綫、平日早上繁忙時間有三條行車綫通往列治文、而下午繁忙時間則有三條行車綫通往三角洲。隧道可應付每小時7000架次的汽車流量，而現時隧道每天汽車流量達95,000架次。
隧道全長629米（2063英尺），由六塊預製組件組成。每塊組件長105米，由拖船拖到預定位置再沉降到預先在河床挖掘的地基上，再在地基和隧道組件之上放置保護石層。此乃北美首條以沉管方式興建的隧道。隧道兩端各置一座通風大樓，而兩端的引道則各自從通風大樓伸延約350米。隧道最低處離海平面約22米，是加拿大最低的行車道路。
單車嚴禁使用馬西隧道，但民眾仍可帶同單車登上免費接駁巴士服務前往對岸。

## 歷史
隧道興建前，列治文和三角洲依靠渡輪連接。三角洲居民喬治·馬西從1930年代起倡議興建隧道連接兩地，但提議一直未被省政府接納。馬西於1956年當選省議員後繼續爭取興建隧道，而隨著溫哥華－布萊恩高速公路項目（即現99號公路列治文－素里段）的走綫落實，省府亦同意興建隧道。隧道耗資約2500萬加元興建，於1959年5月23日啓用，當時以隧道南端所在的迪斯島名為迪斯島隧道（Deas Island Tunnel），再於同年7月15日由到訪的女王伊利沙伯二世和菲臘親王主持正式開幕典禮。隧道通車初期曾收取$0.50過路費，但於1964年取消。馬西於同年去世，而隧道亦於1967年以他命名改為現稱。隧道於1989年引入調撥車道運行方式。
溫哥華所處為地震帶，而隧道所在一帶遇上地震的話也可能受土壤液化影響。然而，隧道於1950年代設計和興建時卻沒有考慮這些因素。省政府遂從2004年起在隧道進行工程以提升其地震防禦能力，並於2006年完成。

## 未來發展
省政府長遠計劃提升99號公路沿綫可應付的交通流量，並曾於2000年代中期提出在馬西隧道旁興建一條新隧道，但計劃截至2011年尚未定下時間表。到了2012年末，省政府宣佈展開馬西隧道替換工程的規劃程序，期望在現有隧道餘下10-15年壽命完結前制定項目細節並開展工程。省府徵詢了公眾意見後，省長簡蕙芝於2013年9月宣佈興建一座新行車大橋取代馬西隧道，而省運輸廳則於2015年12月公佈項目細節。擬建大橋為一座斜拉橋，來回方向合共十條行車線，當中來回方向各有一條行車線專供高乘載車輛和公共交通行駛；大橋將會收取過路費。省府其後展開最後一輪公眾諮詢；大橋待環境評估程序完成後可望於2017年動工，暫定於2022年完工。

## 外部連結
- George Massey Tunnel Replacement Project（页面存档备份，存于）－馬西隧道替換工程項目頁面
- Satellite photo of George Massey Tunnel（页面存档备份，存于） from Google Maps
- "Prefab Tunnel Conquers A Tough River" , March 1959, Popular Mechanics detailed article on what was then the Deas Island Tunnel
- George Massey Tunnel Bicycle Shuttle－馬西隧道單車接駁巴士服務
- Videos of the construction of the George Massey Tunnel[永久] - courtesy of the Delta Optimist

49°07′18″N 123°04′32″W / 49.121663°N 123.075628°W